# Дике

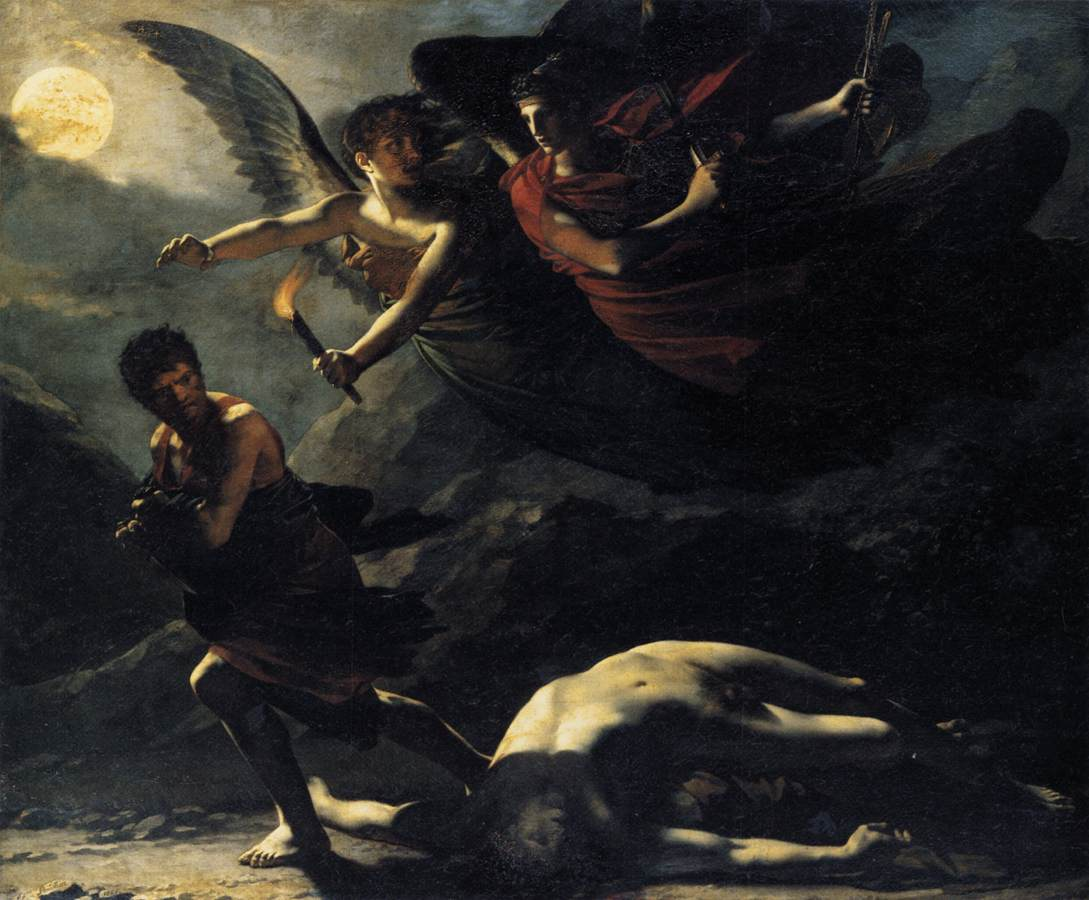
Дике и Немезида
художник Пьер Поль Прюдон

Ди́ке, Дикэ, Дика (др.-греч. Δίκη — «право, справедливость, правда») — в древнегреческой мифологии ора, богиня правды, понимаемой как единый закон мироустройства. Атрибутом Дике служили весы. Согласно Гесиоду, Дике, как и иные оры, была дочерью Зевса и титаниды Фемиды.

## В мифологии
По орфикам, Дике — дочь Номоса и Евсебии, вскармливает Зевса в пещере Никты. Воспитала Дардана.
Дике находилась на Олимпе подле Зевса, наблюдая за соблюдением справедливости в мире людей и докладывая при этом своему отцу о всяком проявлении отступления от правды.
Согласно Арату, некогда Дике жила на земле, но в медном веке покинула людей и вознеслась на небо. Стала созвездием Девы, которое содержит и звезды Виноградарь и Колос. После вознесения на небо, её весы, служившие символическим инструментом мирового равновесия, стали созвездием Весов.
У Гомера встречается лишь эпизодически. Часто отождествляется с богиней справедливости Астреей.
Милетцы именем Дике называли всеобщий управляющий закон или ритм равновесия и возмездия.
Ей посвящён LXII орфический гимн. Упомянута в поэме Парменида «О природе», у Гераклита и в орфических поэмах.
Парменид в своей поэме называет её «Той богиней, что мужа к знанью влечёт повсеградно».
В честь Дике назван астероид (99) Дике, открытый в 1868 году.